# Peperomia argyreia
Peperomia argyreia, también conocida como meloncito de jardín, peperomia sandía o begonia sandía, es una especie de planta con flores de la familia Piperaceae, originaria de Bolivia, Brasil, Ecuador y Venezuela.
Es una planta herbácea y perenne que crece de forma compacta formando montículos de unos 30 cm de alto y ancho, con hojas coriáceas y redondeadas, pecíolos y tallos de un color rojizo y espigas compactas de flores blancas de entre 8 y 10 cm de largo.

## Cuidados y cultivo
Necesita una buena iluminación para su crecimiento, sin llegar a ser expuesta al sol directo ya que puede producirle quemaduras y deshidratación. Es aconsejable un sustrato de humus, grava o arena gruesa y turba, prefiere un ambiente con alta humedad, sobre todo en climas cálidos, pero es sensible al riego excesivo ya que causa pudrición en las raíces. Su rango de temperatura va desde los 16 a los 35 °C, si baja más, los riegos deben ser más espaciados y reducidos, una temperatura baja durante un largo tiempo puede reducir o frenar su crecimiento.
Las hojas se pueden limpiar con un paño húmedo, si el aire está muy seco, se pueden pulverizar para mantener la humedad. No requiere mucho abono, pero se le irá genial un suplemento de fertilizante líquido cada mes durante la temporada de crecimiento activo, de primavera a verano. Asegúrate de seguir las instrucciones del fertilizante y no exceder la dosis recomendada. Es recomendable podar las hojas secas o dañadas de la Peperomia argyreia para mantener una apariencia saludable. También se pueden podar las ramas para controlar el tamaño de la planta.
Se puede reproducir por medio de esquejes de tallos con al menos tres hojas u hojas individuales con pecíolo, estos se plantan en un sustrato húmedo y se pulverizan para reducir la deshidratación, en unas semanas ya tendrán raíces.

## Plagas y enfermedades
Si el ambiente es muy seco, puede sufrir el ataque de ácaros, esto se puede notar porque las hojas crecen con deformidades y se tornan de un color amarillento, las babosas y caracoles pueden mordisquear o incluso devorar por completo los pecíolos.

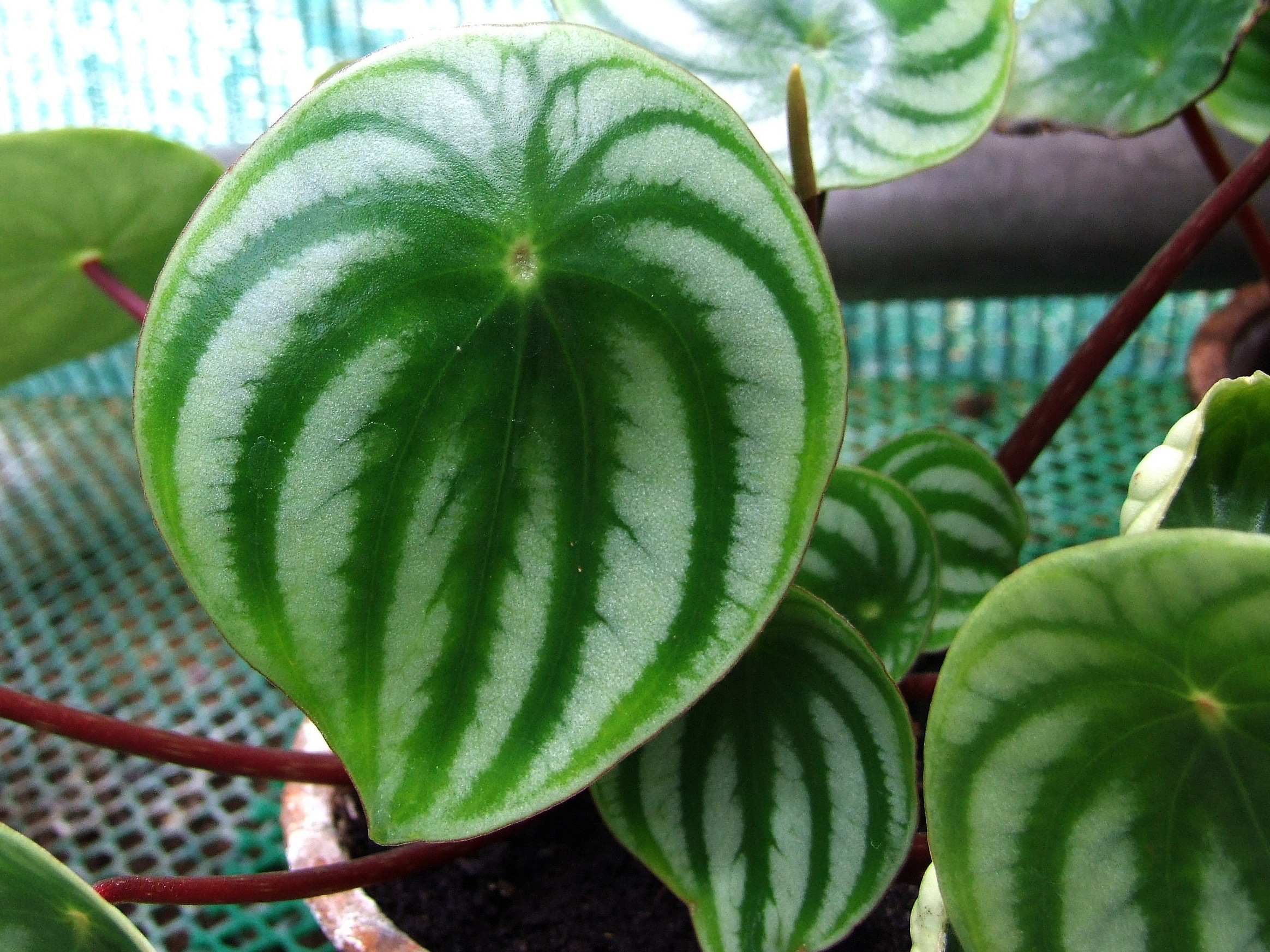
Hoja en detalle.

## Galería

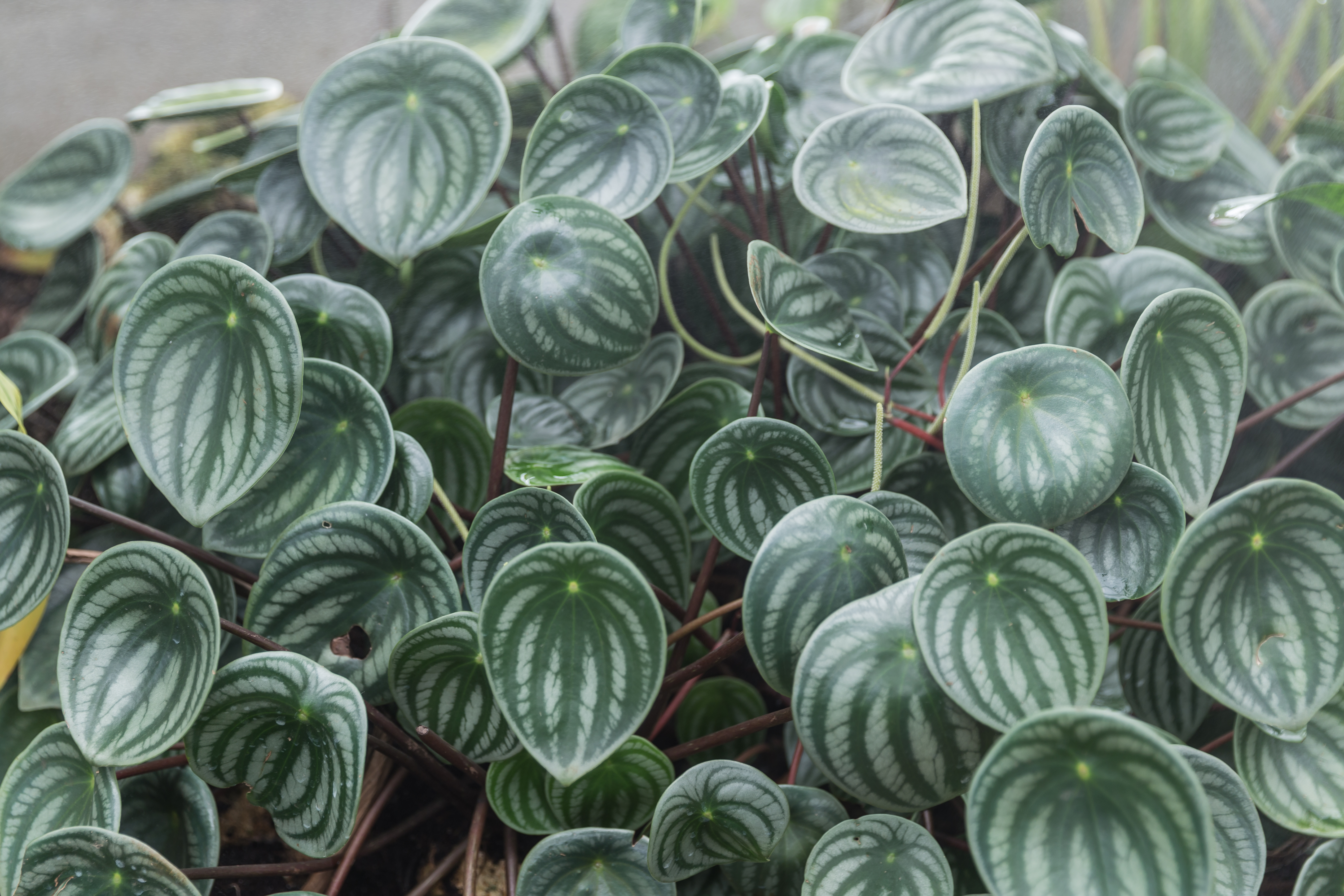
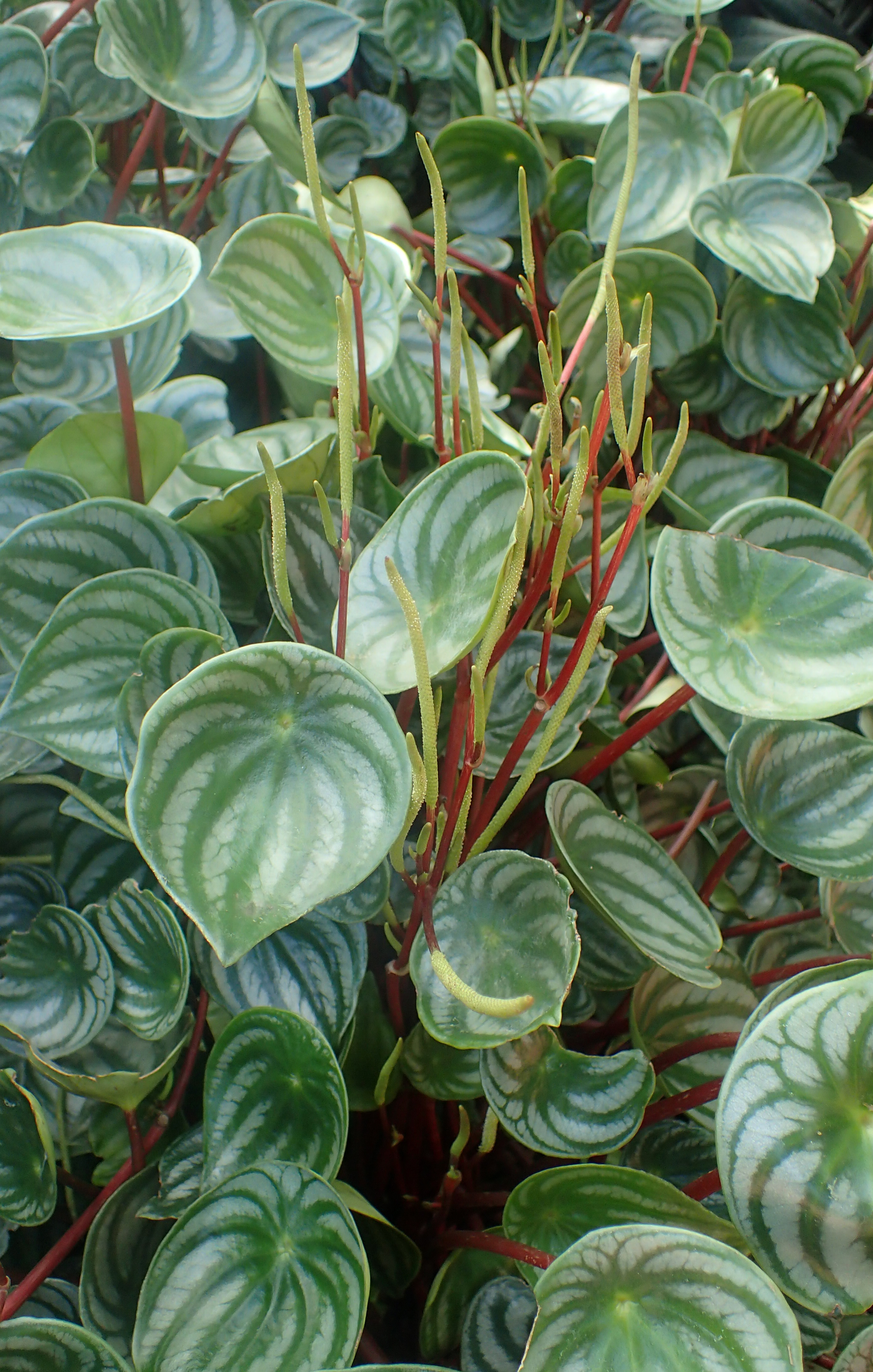
Planta con inflorescencias
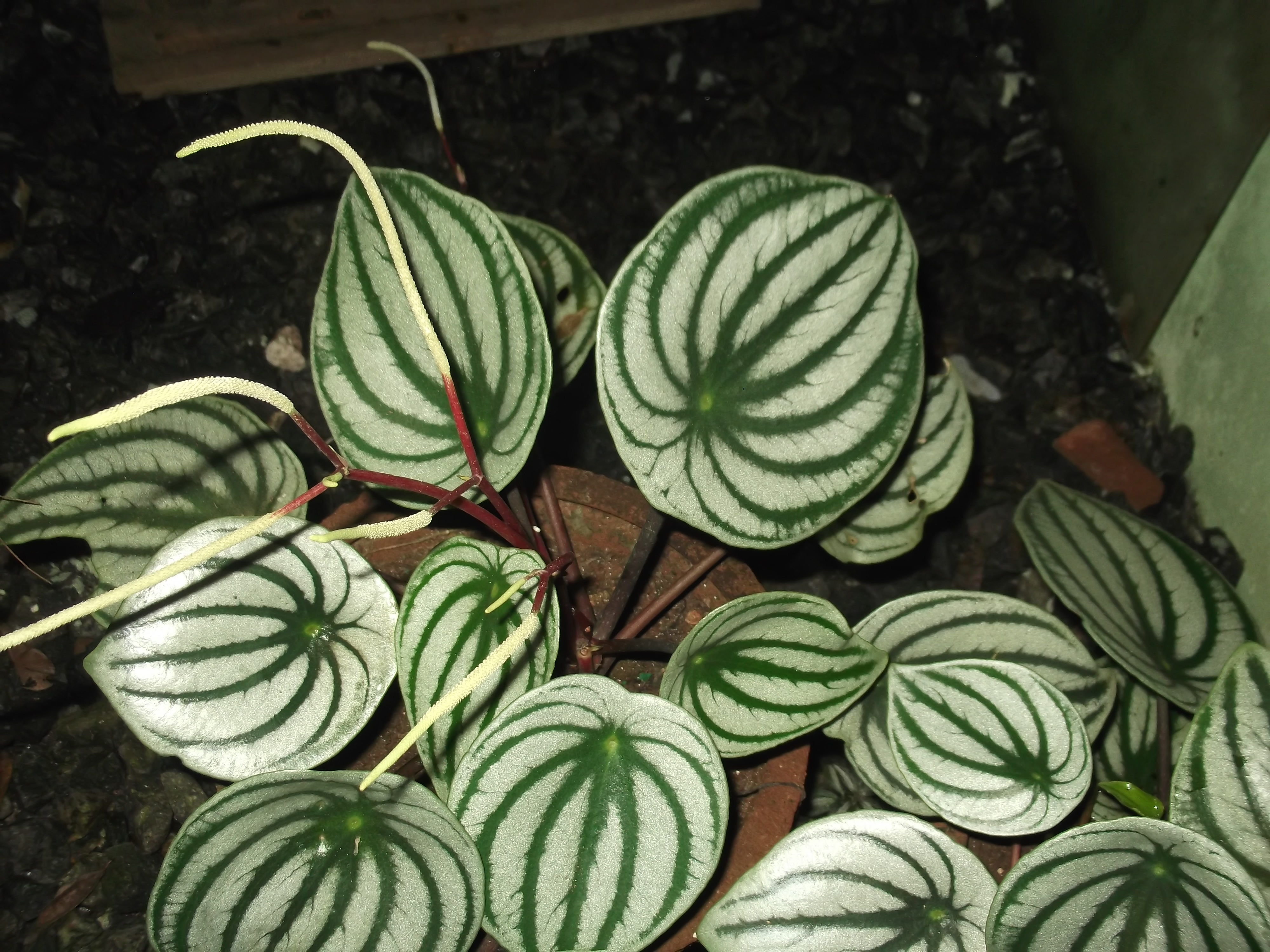
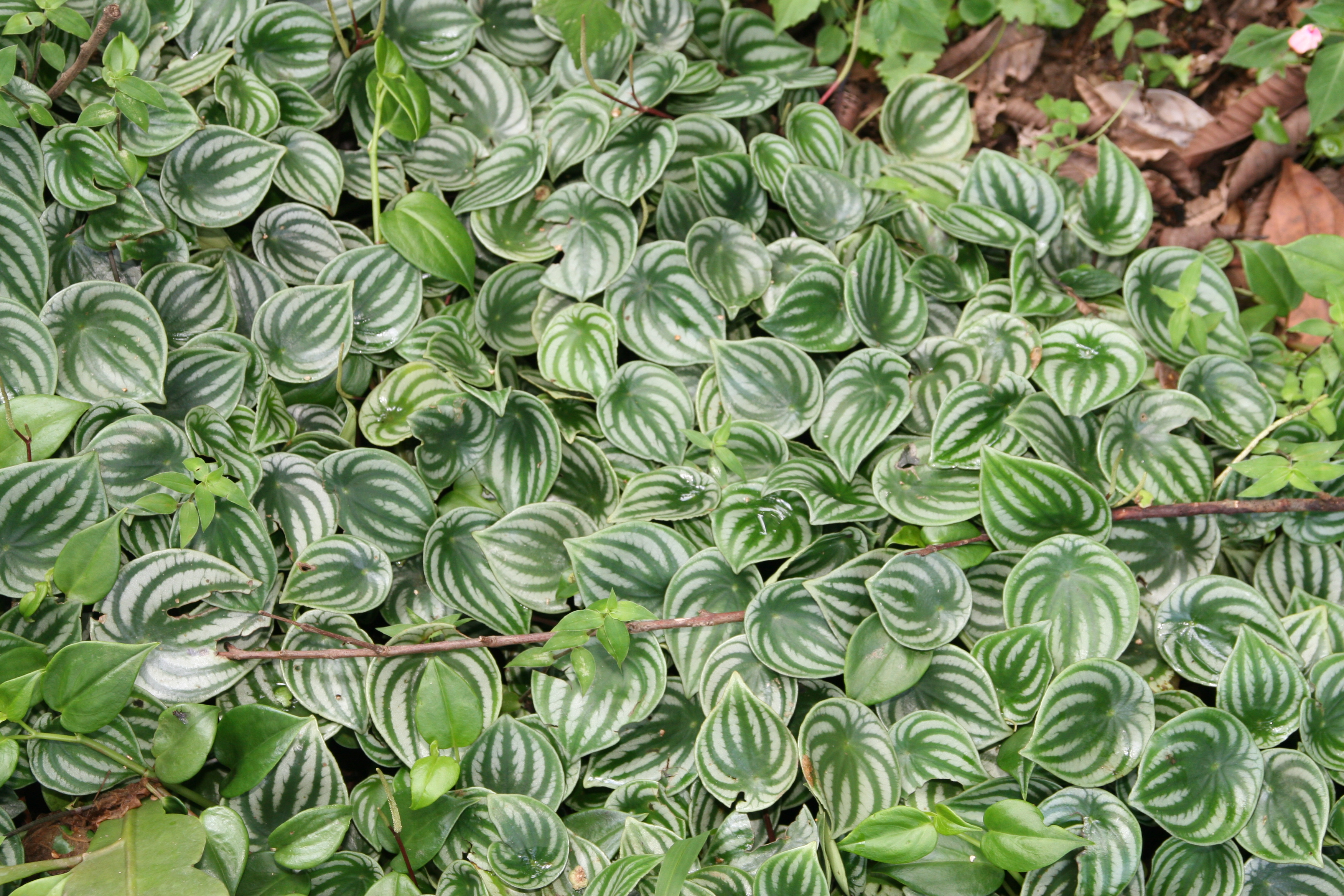
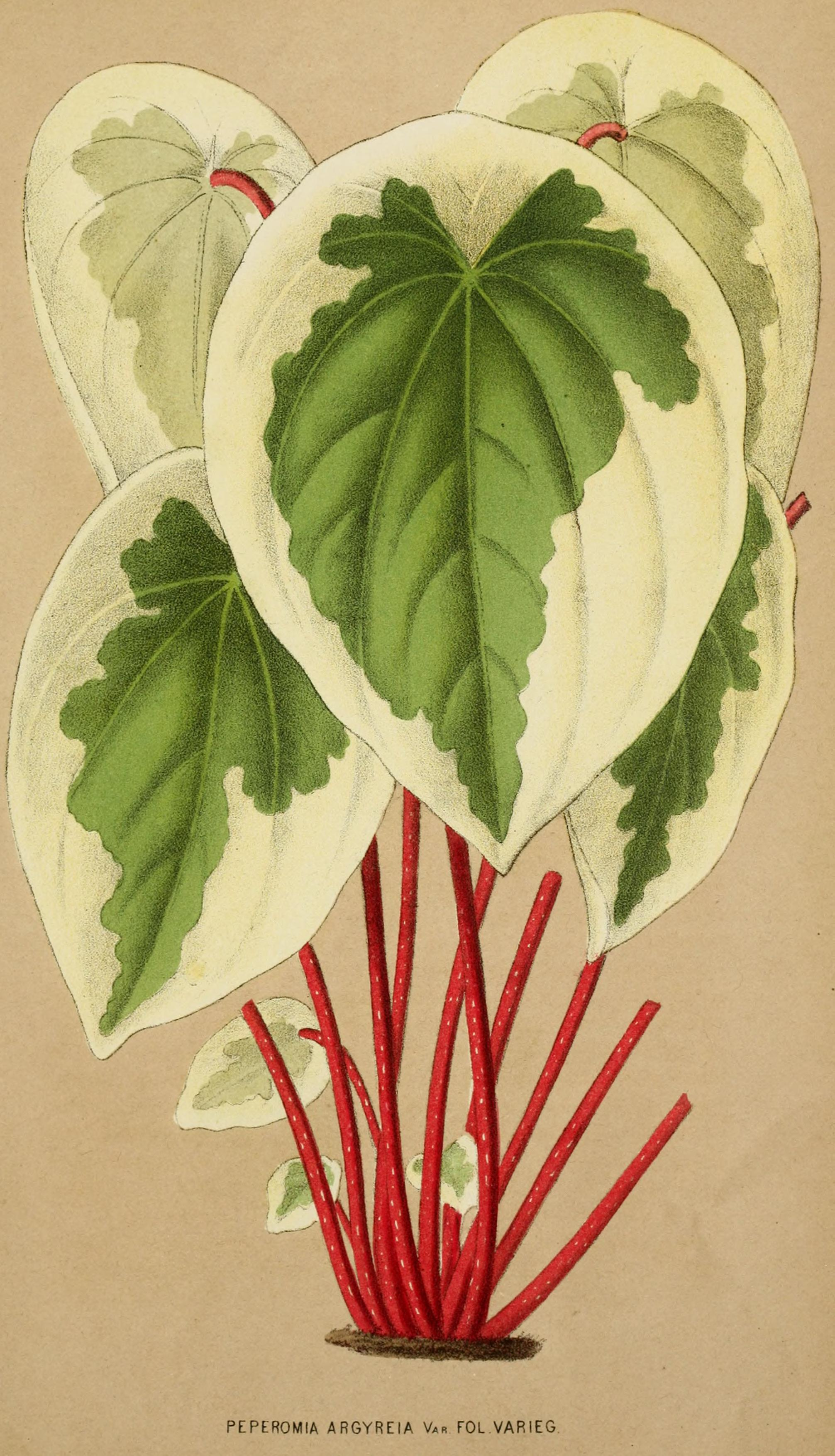
Ilustración de hojas variegadas
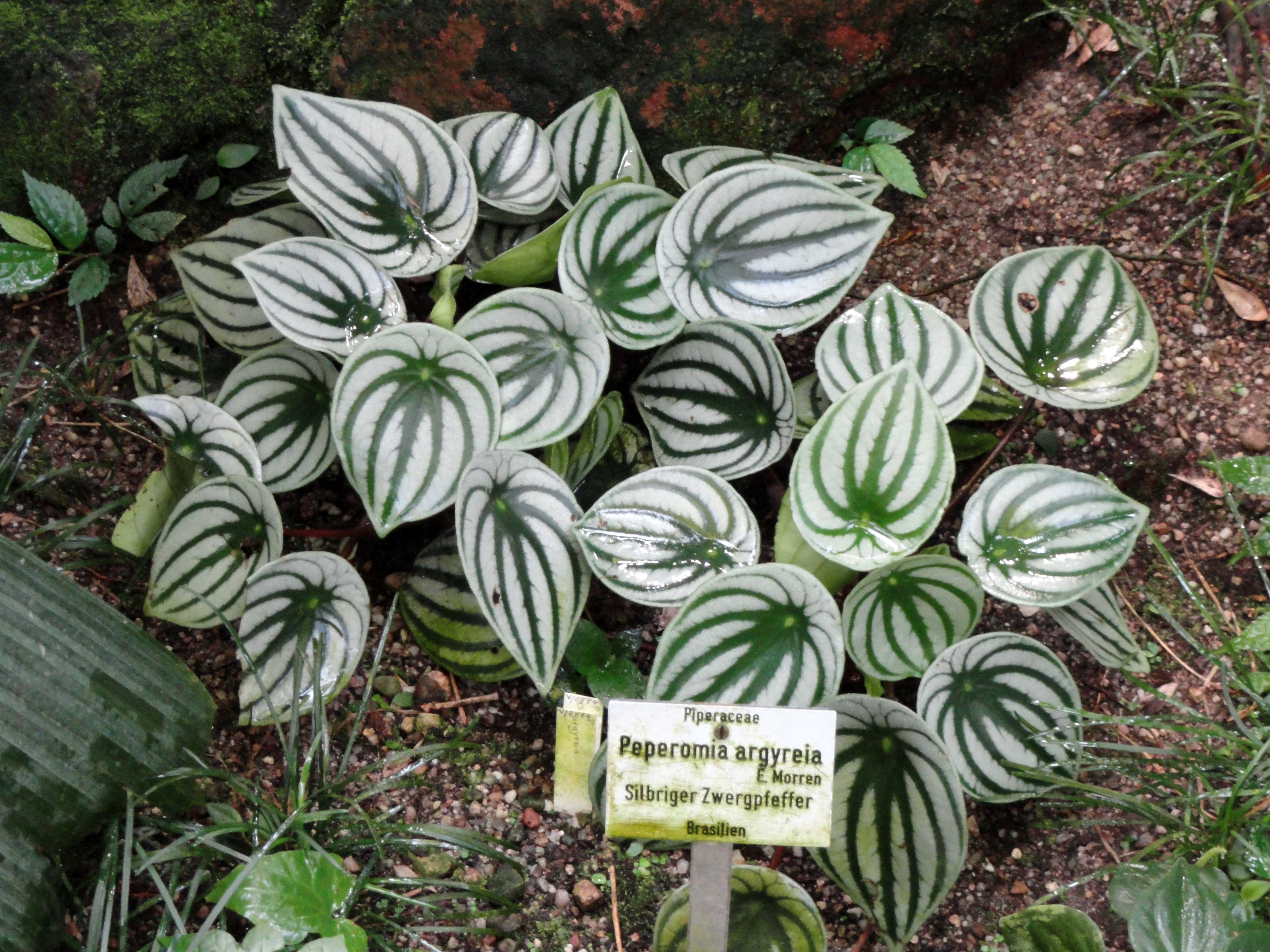